# Ellipteroides (Progonomyia) saxicola
Ellipteroides (Progonomyia) saxicola is een tweevleugelige uit de familie steltmuggen (Limoniidae). De soort komt voor in het Neotropisch gebied.